# 怒髮海菊蛤
怒髮海菊蛤（学名：Spondylus erectospinus）为海菊蛤科海菊蛤屬下的一个种。